# Lothar von den Brincken
Johannes Ernst Lothar Freiherr von den Brincken (* 19. Februar 1836 in Braunschweig; † 27. November 1908) auf Schloss Gebesee (Thüringen), war ein preußischer Verwaltungsbeamter und Rittergutsbesitzer.

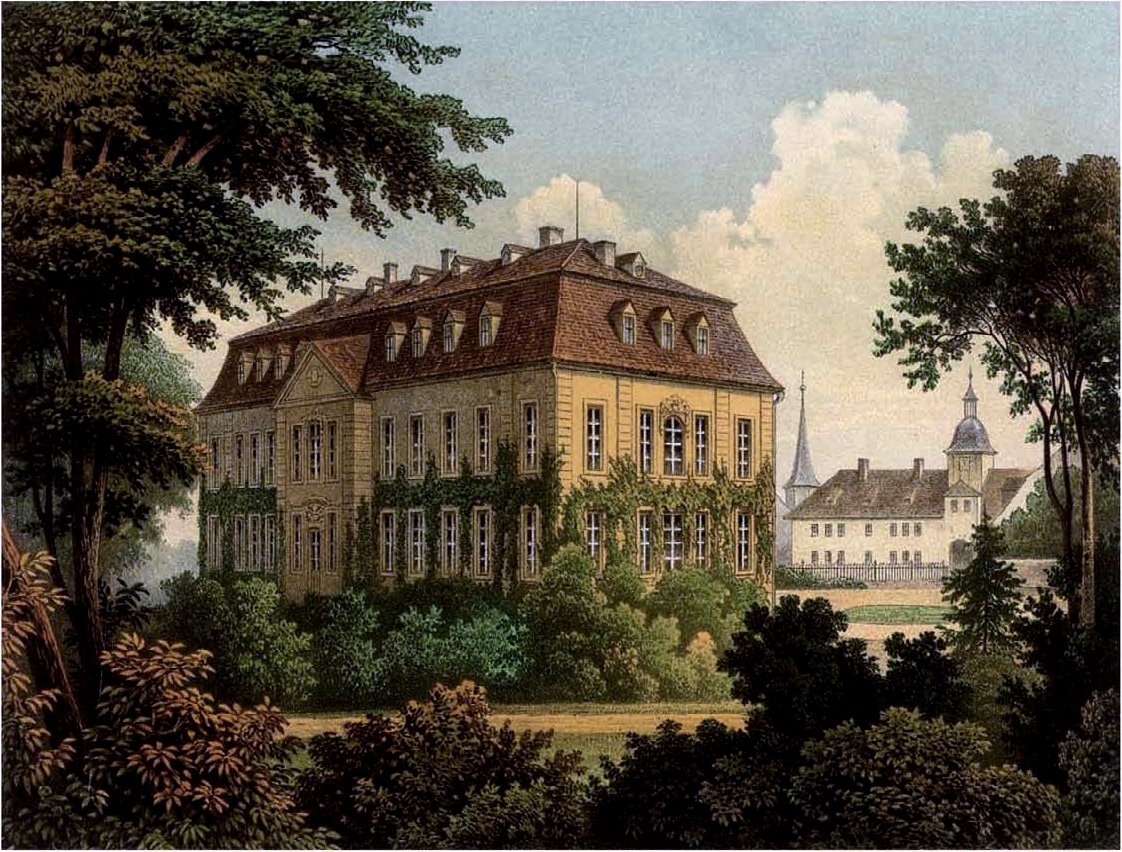
Schloss Gebesee (Thüringen) um 1864, Sammlung von Alexander Duncker

## Leben
Die Vorfahren entstammen der Braunschweiger Linie des baltischen Uradelsgeschlecht von den Brincken, welches einst ursächlich von Westfalen nach Kurland ging. Diese erhielten Dezember 1823 zu Warschau via Dekret, Mai 1853 zu Schloss Charlottenburg die preußische Bestätigung und nachfolgend Dezember 1853 zu Braunschweig die Berechtigung zum Freiherrentitel.
Lothar von den Brincken wurde geboren als Sohn des der Herzoglichen braunschweigischen Kammerrats Eduard Freiherr von den Brincken (1791–1869) und dessen erster Ehefrau Wilhelmine geb. Schmidt (1803–1847). Die Begüterung Schloss Gebesee erwarb der Vater 1850. Der Vater war zudem Klosterprobst. Der Diplomat Egon von den Brincken war sein älterer Bruder. Die zweite Ehefrau des Vaters war Julie Freiin von Schleinitz.
Nach dem Abitur an dem Obergymnasium in Braunschweig studierte er an der Rheinischen Friedrich-Wilhelms-Universität Bonn und der Friedrich-Wilhelms-Universität Berlin Rechtswissenschaften. 1855 wurde er gemeinsam mit seinem Freund und späteren mecklenburgischen Amtskollegen Diedrich von Mecklenburg-Wieschendorf Mitglied des Corps Borussia Bonn.
Zunächst Regierungsassessor, u. a. in Potsdam und in Erfurt, war er von 1875 bis 1893 Landrat des Landkreises Weißensee und dadurch in mehreren Fachausschüssen. Als Rittergutsbesitzer war er Patronatsherr der Kirchen und Schulen der näheren Umgebung von Gebesee, gemeinsam mit seinem Bruder Egon von der Brincken. Lothar von den Brincken lebte unverheiratet auf seinem Besitz Schloss Gebesee.
Baron Lothar von den Brincken war bereits 1879 als Ehrenritter dem Johanniterorden beigetreten und war seit 1892 Rechtsritter der Kongregation, hier Mitglied der Sächsischen Provinzial-Genossenschaft. Zeitgleich erhielten diesen Rang u. a. Adolf Graf von Hohenthal, die Generäle Egbert Graf von Asseburg, Arved von Oertzen und Friedrich von Schäffer, sowie die Landräte Adolf Freiherr von der Reck und Carl von Wedel.
Lothar Freiherr von den Brincken blieb unvermählt. Die Begüterung Gebesee verkaufte die Erbengemeinschaft aus dem Familienverbund einige Jahre später, das Gut wurde über eine Siedlungsgesellschaft aufgegliedert.